# FIFA Champions Badge
Das FIFA Champions Badge ist ein Abzeichen der Fédération Internationale de Football Association (FIFA, deutsch: Internationaler Verband des Association Football) für die Sieger einer Fußball-Weltmeisterschaft. Das Abzeichen darf nach dem Gewinn der Weltmeisterschaft bis zum Abschluss des Nachfolgeturniers getragen werden. Das Badge wurde für die Herren im September 2008 und für die Damen im April 2009 eingeführt.

Goldenes FIFA Sieger Abzeichen, welches den Gewinnern der FIFA-Klub-Weltmeisterschaft verliehen wird.

Das Badge zeigt die Trophäe und wird im Rahmen durch den Schriftzug „FIFA World Champions“ ergänzt. Auf einem zweiten Abzeichen werden der Name des gewinnenden Landes und das Jahr des Sieges abgebildet.

## Das Abzeichen
Das 78 × 58 mm große Abzeichen hat die Form eines Schildes und zeigt das Bild der entsprechenden Trophäe mit der Aufschrift FIFA WORLD CHAMPIONS neben dem Jahr, in dem der entsprechende FIFA-Wettbewerb gewonnen wurde. Das Abzeichen gibt es nur in zwei Farbschemata – goldene Buchstaben auf weißem Hintergrund und weiße Buchstaben auf goldenem Hintergrund. Die siegreiche Nationalmannschaft oder Vereinsmannschaft trägt das Abzeichen bis zum Ende der nächsten Ausgabe des jeweiligen FIFA-Turniers auf ihrem Trikot. Daher wird es nur von amtierenden Champions getragen.

## Ähnliche Abzeichen
Das FIFA Champions Badge wurde zuerst auf Vereinsebene Anfang 2008, sowie auf Nationalebene Ende 2008 eingeführt. Danach wurden ähnliche Wappen 2012 für die FIFA Futsal-Weltmeisterschaft, sowie 2013 für die FIFA Beach-Soccer-Weltmeisterschaft eingeführt.
Das Siegerteam des Vereins bzw. der Nationalmannschaft darf das Abzeichen bis zum Schlusspfiff des jeweiligen nachfolgenden Wettbewerbs tragen.

## Geschichte

### Klubmannschaften
Die erste offizielle Verleihung des Abzeichens erfolgte im Februar 2008 zu Ehren der amtierenden Inhaber der FIFA Klub-Weltmeisterschaft, des italienischen Klubs AC Mailand, der 2007 den Titel gewonnen hatte. Zum Zeitpunkt der Vergabe an den AC Mailand erklärte die FIFA, dass die drei früheren Gewinner der FIFA Klub-Weltmeisterschaft, Corinthians São Paulo und Internacional Porto Alegre das Abzeichen auch tragen könnten, bis ein neuer Sieger im Finale der FIFA Klub-Weltmeisterschaft 2008 gekrönt würde im Dezember. Als Corinthians São Paulo jedoch das Abzeichen bei der FIFA Klub-Weltmeisterschaft 2012 gewann, bestätigte die FIFA, dass es das erste Mal war, dass der Verein offiziell das FIFA Champions-Abzeichen erhielt.

### Nationalmannschaften
Im September 2008 wurde das Abzeichen auf die FIFA-Weltmeisterschaft ausgedehnt und ab 2006 dem Titelverteidiger Italien überreicht. Damit war Italien die erste Nationalmannschaft, die das Abzeichen trug. 2009 wurde die Verabreichung des Abzeichens auf die FIFA Frauen-Weltmeisterschaft ausgedehnt und an Deutschland verliehen, den amtierenden Weltmeister von 2007. Das Abzeichen wurde 2012 auf die FIFA Futsal-Weltmeisterschaft ausgedehnt, wo es erstmals von Brasilien gewonnen wurde. Im Jahr 2013 wurde das Abzeichen der FIFA Beach-Soccer-Weltmeisterschaft hinzugefügt und erstmals von Russland gewonnen.

## Rekorde

### Kontinuierlich
Am 22. Dezember 2019 beendete der FC Liverpool die ununterbrochene Amtszeit von Real Madrid als Träger des FIFA Club World Cup Champions Badge, die ab dem 18. Dezember 2016 1.098 Tage dauerte. Es wurde als der längste ununterbrochene Zeitraum bezeichnet, für den eine Vereinsmannschaft ein FIFA Champions Badge gehalten hatte. Die US-amerikanische Frauenfußballnationalmannschaft gewann die FIFA Frauen-Weltmeisterschaft 2019 und konnte daher ab dem 5. Juli 2015, als sie die Weltmeisterschaft 2015 gewann, ein FIFA-Weltmeister-Abzeichen ununterbrochen behalten. Dies ist der längste ununterbrochene Zeitraum, für den eine Nationalmannschaft ein FIFA Champions-Abzeichen gehalten hat (noch keine andere Nationalmannschaft hat das Abzeichen zweimal hintereinander gewonnen).

### Die meisten Siege
Bei Vereinsmannschaften hat Real Madrid seit seiner Gründung vier Mal das Recht erhalten, das Abzeichen zu tragen, während Barcelona dreimal das Recht gewinnen konnte. Für Fußballnationalmannschaften hat die US-amerikanische Frauenmannschaft seit ihrer Gründung das Recht erhalten, das Abzeichen zweimal zu tragen. Keine Männer- oder andere Frauenfußballmannschaft hat dies mehr als einmal geschafft. Bei anderen Nationalmannschaften hat die portugiesische Strandfußballnationalmannschaft zweimal das Recht gewonnen.

## Liste der preisgekrönten Nationen

### Männer
| Jahr | Nation      |
| ---- | ----------- |
| 2006 | Italien     |
| 2010 | Spanien     |
| 2014 | Deutschland |
| 2018 | Frankreich  |
| 2022 | Argentinien |

### Frauen
| Jahr | Nation             |
| ---- | ------------------ |
| 2007 | Deutschland        |
| 2011 | Japan              |
| 2015 | Vereinigte Staaten |
| 2019 | Vereinigte Staaten |

## Liste der preisgekrönten Vereine

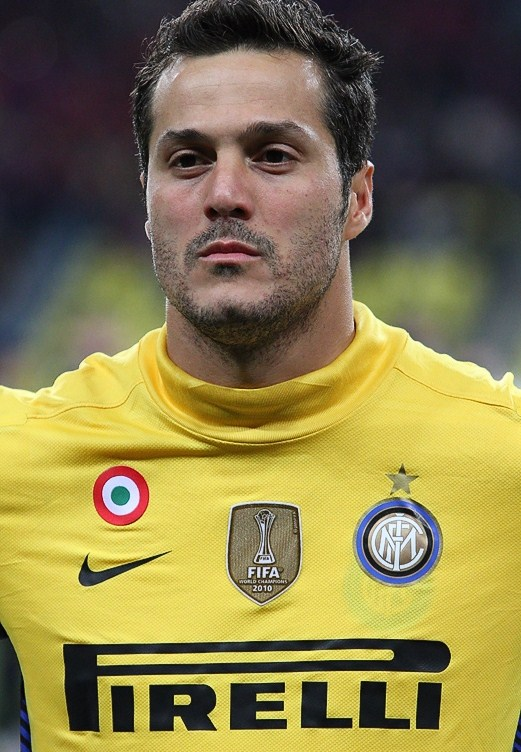
Die FIFA Champions Badge auf einem Trikot.

### Männer
| Jahr | Club                  |
| ---- | --------------------- |
| 2007 | AC Mailand            |
| 2008 | Manchester United     |
| 2009 | FC Barcelona          |
| 2010 | Inter Mailand         |
| 2011 | FC Barcelona          |
| 2012 | Corinthians São Paulo |
| 2013 | FC Bayern München     |
| 2014 | Real Madrid           |
| 2015 | FC Barcelona          |
| 2016 | Real Madrid           |
| 2017 | Real Madrid           |
| 2018 | Real Madrid           |
| 2019 | FC Liverpool          |
| 2020 | FC Bayern München     |
| 2021 | FC Chelsea            |
| 2022 | Real Madrid           |
| 2023 | Manchester City       |